# Francisco Álvarez y Quiñones
Francisco Álvarez y Quiñones (Lagüelles, ? - Sigüenza, 22 de septiembre de 1710) fue un eclesiástico español. 
Hijo de Sebastián Álvarez y de María de Quiñones, de la casa de los condes de Nava, fue becario en el colegio de San Antonio de Sigüenza y en el de San Ildefonso de Alcalá, canónigo de la catedral de Sigüenza, catedrático de teología en la Universidad de esta misma ciudad, y penitenciario en Sevilla. 
En 1685 fue presentado por Carlos II para el arzobispado de Mesina, y en 1698 fue promovido a obispo de Sigüenza.  Propuesto por Felipe V para el arzobispado de Zaragoza en 1710, falleció antes de tomar posesión.